# إنويت نحاسي
الإنويت النحاسي (بالإنجليزية: Copper Inuit) هم مجموعة إنويت كندية تقع في شمال البلاد عند خط الشجر، في ما يعرف الآن بمنطقة كيتيكميوت في نونافوت ومنطقة الأقاليم الشمالية الغربية لإقليم إينوفيك. تاريخيًا،عاش معظمهم في المنطقة المحيطة بخليج كورونيشن، وفي جزيرة فيكتوريا، وجزيرة بانكس الجنوبية. يصل تعدادها السكاني إلى 800 نسمة.